# 9494 Donici
9494 Donici eller 3212 T-1 är en asteroid i huvudbältet som upptäcktes den 26 mars 1971 av den nederländsk-amerikanske astronomen Tom Gehrels och det nederländska astronomparet Ingrid van Houten-Groeneveld och Cornelis Johannes van Houten vid Palomarobservatoriet. Den är uppkallad efter den rumänske astronomen Nicolae Donici.
Asteroiden har en diameter på ungefär 4 kilometer.